# Jožica Puhar
Jožica (Jožefa) Puhar, slovenska sociologinja, političarka in diplomatka, * 19. marec 1942, Kranj, † 15. januar 2024.
Med 16. majem 1990 in 25. januarjem 1993 je bila ministrica za delo v prvi in drugi vladi Republike Slovenije. V tretji vladi Republike Slovenije pa je bila od 25. januarja 1993 do 21. junija 1994 ministrica za delo, družino in socialne zadeve.
Od leta 1994 do septembra 1999 je bila veleposlanica Slovenije v Makedoniji, od leta 2002 do 2006 pa je bila veleposlanica Slovenije v Grčiji.   